# Muszyna
Muszyna là một thị trấn thuộc huyện Nowosądecki, tỉnh Małopolskie ở nam Ba Lan. Thị trấn có diện tích 24 km². Đến ngày 1 tháng 1 năm 2011, dân số của thị trấn là 4946 người và mật độ 202 người/km².